# Coco Chanel
Gabrielle Chanel - Bonheur (bolje znana kot Coco Chanel), francoska modna oblikovalka, * 19. avgust 1883, Saumur, Francija, † 10. januar 1971, Hôtel Ritz, Pariz, Francija.

## Zgodnja leta
Coco Chanel se je rodila v revni družini v majhnem francoskem mestu Saumur neporočenemu paru. Njen oče, Henri-Albert Chasnel, je bil ob njenem porodu star 26 let in njena mati, Eugénie Jeanne Devolle, je bila stara le 19 let. Imela je pet sorojencev, med katerimi je bila druga najstarejša. Imela je dve sestri in tri brate. 6. februarja 1895 ji je umrla mati, stara 31 let, ko je Gabrielle imela šest let in kmalu za tem jo je zapustil še oče, ki jo je poslal, skupaj s sestrama, v sirotišnico v Corrèze. Svoje otroštvo je preživela v francoski sirotišnici, obdana z nunami in konzervativnimi in preprostimi oblačili, kar je po mnenju mnogih kasneje vplivalo na njene kreacije, saj se je prav tam prvič učila šivati. Z osemnajstimi leti je zapustila sirotišnico in odšla v Moulins k teti po očetovi strani, Louise Costier. Tam se je izpopolnjevala v poklicu šivilje in se hkrati poskusila kot barska pevka v baru La Rotonde. Od tod naj bi izhajalo tudi njeno umetniško ime Coco, saj naj bi imela svojo prepoznavno pesem 'Qui qu'a vu Coco dans l'Trocadéro?'. Pravijo, da je bila na odru očarljiva, toda brez pevskega talenta.
Tam se je seznanila s francoskim milijonarjem in ženskarjem Étiennom Balsanom ter se k njemu preselila. Étitnne jo je zasipavall z dragocenostmi, Coco pa se je ljubiteljsko in vedno bolj vneto ukvarjala z oblikovanjem klobukov. Étienna je kasneje zapustila in se preselila v njegovo pariško stanovanje. Leta 1910 je v Parizu, na 21 rue Cambon, odprla svojo prvo prodajalno klobukov pod »Chanel Modesimenom«. Trgovinica v osrčju Pariza sprva ni bila donosna in Coco je bila tik pred tem, da zastavi svoje imetje, vendar ni odnehala. V predvojnem času se je ponovno srečala z nekdanjim najboljšim Étiennovim prijateljem Arhurjem 'Boyem' Capelom, poslovnežem, in kmalu sta se zaljubila. 1913 je odprla svojo drugo trgovinico v Deauvillu, kjer je začela prodajati zraven klobukov še suknjiče in krila. Njene klobuke so začele nositi znane francoske igralke, kar je pripomoglo k začetku njene slave. Tretjo, največjo prodajalno je odprla leta 1915 v Biarritzu, ki je bila njena prva modna hiša. Med vojno je s svojo modo prepričevala ženske, naj se oblačijo glede na svoj okus in želje in ne glede na pričakovanja moških. Po devetletni zvezi z Boyem je ta 22. decembra 1919 doživel prometno nesrečo in v njej umrl. Njegova smrt je bil najbolj pretresljiv dogodek v njenem življenju.

## Modni imperij Chanel
Coco Chanel je vselej ustvarjala preprosta, udobna oblačila. Zase je rekla: »Ženskam sem dala svobodo; vrnila sem jim telesa: telesa, ki so bila preznojena zaradi modnih oblek, čipk, steznikov, spodnjega perila in podlog.« Pri ustvarjanju je uporabljala vrste blaga, na primer džersi, ki so bile dotlej namenjene revnim, predvsem izdelavi moškega spodnjega perila v tistem času. Njen sloj je povezan z novo podobo ženske 20-ih let: mlada, samozavestna ženska, ki spreminja ustaljene družbene vzorce. Pojavili so se krajše obleke in pričeske, izrazitejša ličila, ženske so javno kadile in pile koktajle, postale so tudi športno dejavne, vozile so avtomobile, zahajale v nočne bare, poslušale jazz ... Simbol njene filozofije je znamenit suknjič. Njeni suknjiči so se vidno razločevali od tistih, ki jih je šiviljstvo poznalo dotlej. Njena moda je ostajala dokaj stalna in se ni znatno spreminjala iz leta v leto ali celo iz generacije v generacijo.
Leta 1921 je na trg poslala svojo prvo dišavo, Chanel No. 5. To je bil prvi parfum, ki je nosil ime oblikovalca. Takoj je zaslovel. S tem je Coco Chanel dala povod tudi drugim oblikovalcem, da so predstavili svoje parfume.

## Pozna leta
Leta 1939, v začetku druge svetovne vojne, so se oblikovalci odločili, da zaprejo njene trgovine. Verjela je, da ni bil čas za modo. V hotelu Ritz je živela več kot 30 let. Naredila ga je za svoj dom, celo med nacistično okupacijo Pariza. Med tem časom je bila kritiziranana zaradi zveze z nemškim častnikom in vohunom Hansom Guentherjem von Dincklagejem, ki je uredil, da je ostala v hotelu. Vzdrževala je tudi stanovanje nad Rue Carbon, modno hišo, in zgradila Villo La Pausa v mestu Roquebrune na francoski obali. Leta 1945 se je preselila v Švico, in se naposled leta 1954 vrnila v Pariz, to je bilo leto, ko se je vrnila v svet mode. Njena nova kolekcija ni požela velikega uspeha med Parižani, kar je bila posledica njene zveze z nemškim vohunom, vendar pa je bila toplo sprejeta med Američani, ki so postali njeni najbolj številni kupci.
Coco Chanel je umrla v Parizu, 10. januarja 1971, v 88. letu starosti, v svojem apartmaju v Hotelu Ritz, kjer je živela svojih zadnjih 30 let. Pokopana je bila v Švici. Na nagrobnik je vklesana levja glava, ki predstavlja njeno zodiakalno znamenje, leva. Po njeni smrti je upravljanje njene modne hiše prevzel Karl Lagerfeld ter sledil njenemu tradicionalnemu slogu z rahlo primesjo modernih smernic.